# Swae Lee
Khalif Malik Ibn Shaman Brown (Inglewood, 7 de junho de 1993), mais conhecido como Swae Lee, é um rapper, cantor e compositor norte-americano, membro do duo de hip hop Rae Sremmurd.